# Acer platanoides
Acer platanoides, comumente conhecido como bordo da Noruega, é uma espécie de bordo nativa da Europa oriental e central e da Ásia ocidental, do leste da Espanha à Rússia, do norte ao sul da Escandinávia e do sudeste ao norte do Irã. Foi introduzida na América do Norte em meados de 1700 como uma árvore de sombra . É um membro da família Sapindaceae .

## Descrição
Acer platanoides é uma árvore de folha caduca, crescendo de 20 a 20–30 m (66–98 ft) de altura com um tronco de até 1.5 m (5 ft) de diâmetro e uma coroa larga e arredondada. A casca é marrom-acinzentada e levemente estriada. Ao contrário de muitos outros bordos, as árvores maduras não tendem a desenvolver uma casca desgrenhada. Os rebentos são inicialmente verdes, tornando-se logo castanhos claros. Os botões de inverno são marrom-avermelhados brilhantes .
O folha sao oposto, palmately lobed com cinco lóbulos, 7–14 cm (2.8–5.5 in) longo e 8–25 cm (3.1–9.8 in) do outro lado; os lóbulos têm cada um de um a três dentes laterais e uma margem lisa.  Folha peciolo e 8–20 cm (3.1–7.9 in) longo, e secreta um suco leitoso quando quebrado. A cor do outono é geralmente amarela, ocasionalmente vermelho-alaranjada .

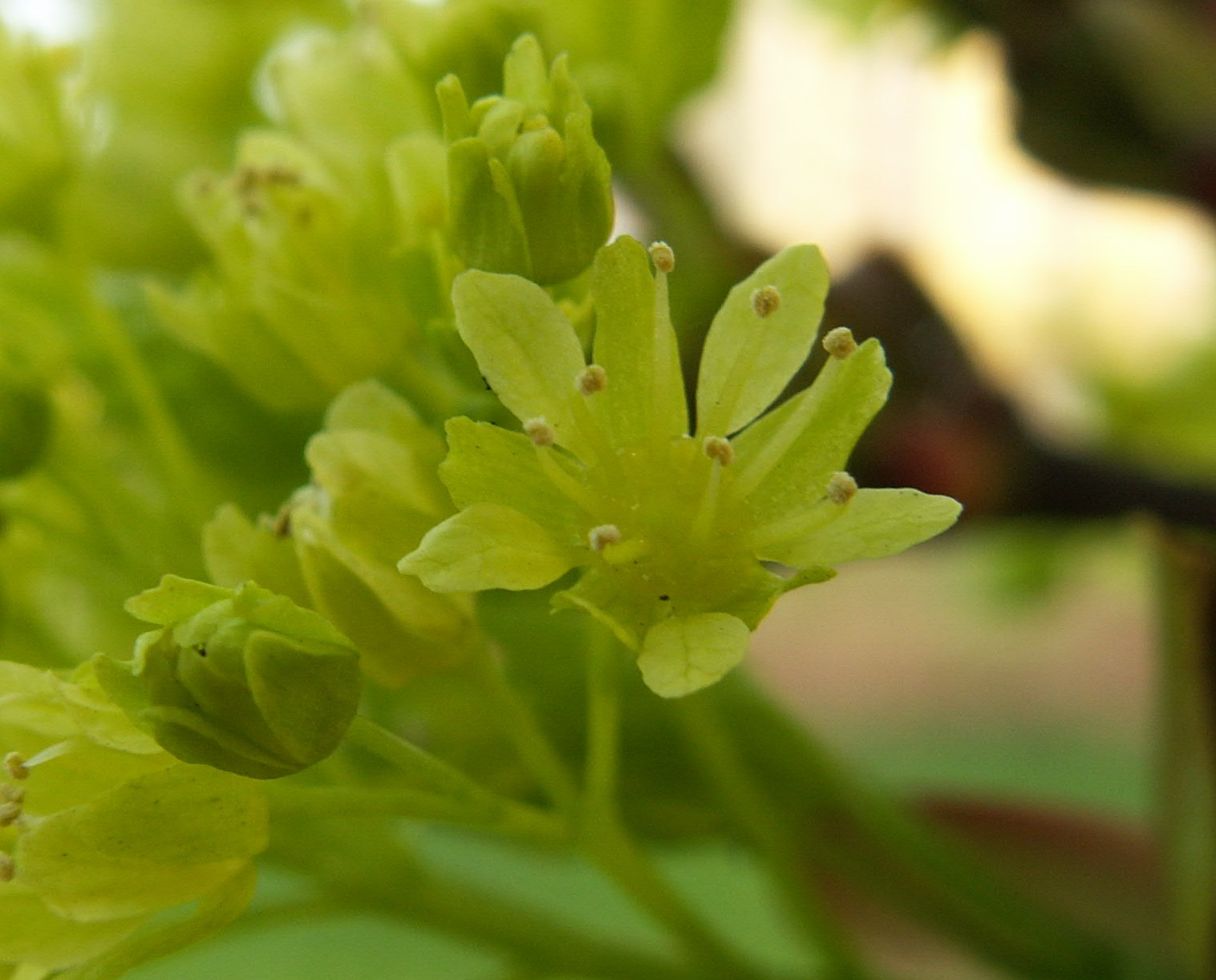
flor, close-up

As flores estão em corymbs de 15-30 juntos, amarelo a verde-amarelo com cinco sépalas e cinco pétalas 3–4 mm (0.12–0.16 in) longo; a floração ocorre no início da primavera, antes do surgimento de novas folhas. O fruto é um duplo Samara com duas asas semente. as sementes são em forma de disco, fortemente achatadas, 10–15 mm (0.39–0.59 in) do outro lado e 3 mm (0.12 in) grosso. As asas são 3–5 cm (1.2–2.0 in) longo, amplamente difundido, aproximando-se de um ângulo de 1809. Normalmente, produz uma grande quantidade de sementes viáveis .
Em condições ideais na sua área nativa, o bordo da Noruega pode viver até 250 anos, mas muitas vezes tem uma expectativa de vida muito mais Curta; na América do Norte, por exemplo, às vezes apenas 60 anos. Especialmente quando usado nas ruas, pode ter espaço insuficiente para sua rede radicular e é propenso a que as raízes se envolvam, cercem e matem a árvore. Além disso, as suas raízes tendem a ser bastante rasas e, por isso, superam facilmente as plantas vizinhas pela absorção de nutrientes . Os bordos da Noruega causam frequentemente danos significativos e custos de limpeza para os municípios e proprietários de casas quando as filiais se quebram em tempestades, uma vez que não têm madeira forte .
- Leaf, adaxial side
- Leaf, abaxial side
- Fruit

## Classificação e identificação

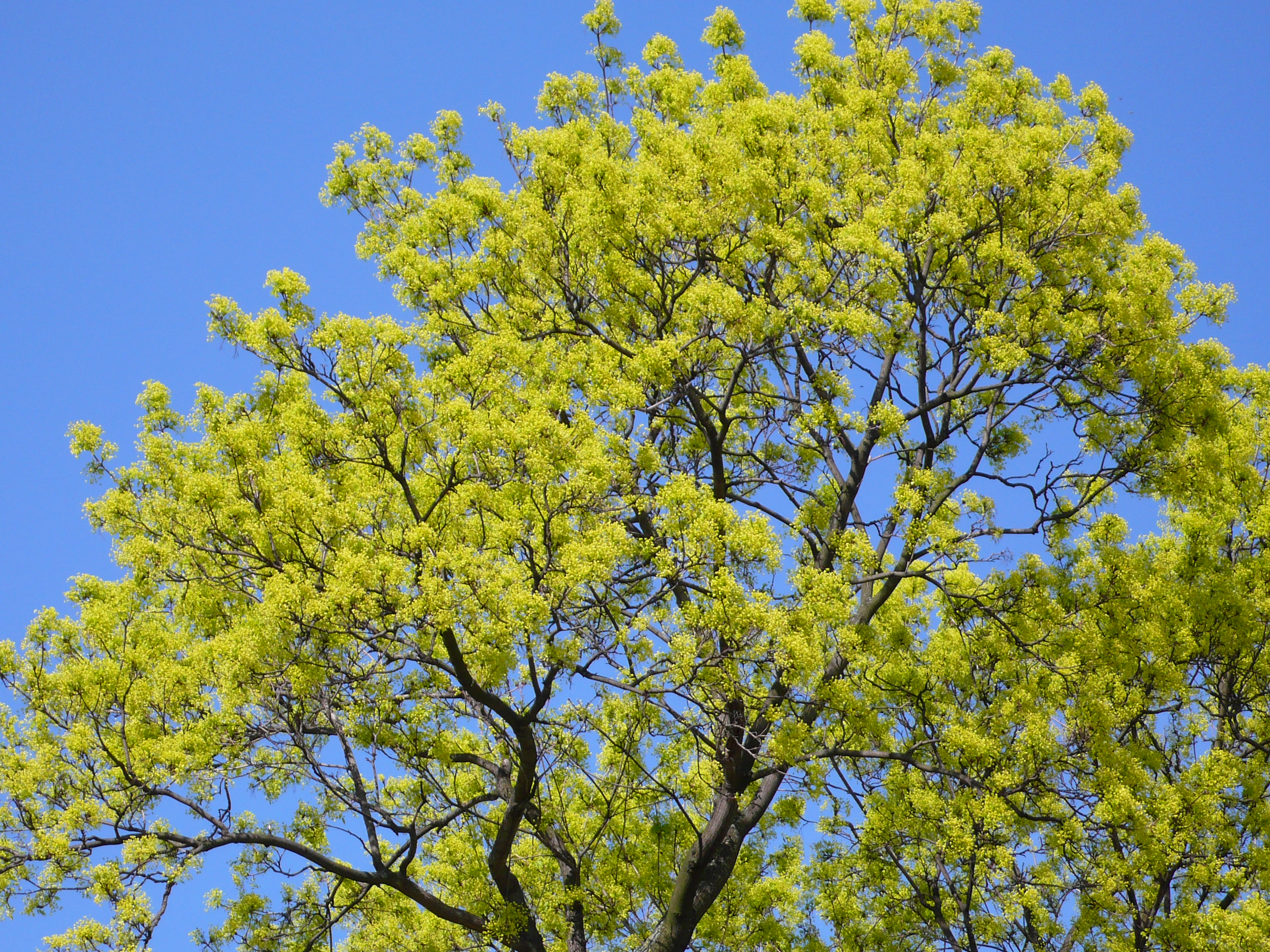
árvore em flor

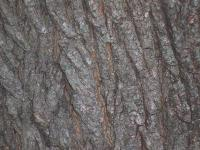
Casca

O bordo da Noruega é um membro (e é a espécie-tipo ) da seção Platanoidea Pax, caracterizada por sementes achatadas em forma de disco e brotos e folhas contendo seiva leitosa. Outras espécies relacionadas nesta seção incluem Acer campestre (bordo de campo), Acer cappadocicum (bordo da Capadócia), Acer lobelii (bordo de Lobel) e Acer truncatum (bordo de Shandong) . Do bordo do campo, o bordo da Noruega se distingue por suas folhas maiores com lóbulos pontiagudos, não rombos, e das outras espécies pela presença de um ou mais dentes em todos os lóbulos .
Também é frequentemente confundido com o mais distante Acer saccharum (bordo de açúcar). O bordo de açúcar é fácil de diferenciar pela seiva clara no pecíolo (caule da folha); Os pecíolos do bordo da Noruega têm seiva branca.  As pontas das pontas das folhas de bordo da Noruega se reduzem a um "cabelo" fino, enquanto as pontas das pontas das folhas do bordo de açúcar são, em uma inspeção mais próxima, arredondadas. Em árvores maduras, a casca do bordo de açúcar é mais desgrenhada, enquanto a casca do bordo da Noruega tem sulcos pequenos, muitas vezes entrecruzados.  Embora a forma e o ângulo dos lóbulos das folhas variem um pouco dentro de todas as espécies de bordo, os lóbulos das folhas do bordo da Noruega tendem a ter uma forma mais triangular (acuminada), em contraste com os lóbulos mais finos dos bordos de açúcar, que se estreitam em direção à base . :397A floração e a produção de sementes começam aos dez anos de idade, porém grandes quantidades de sementes não são produzidas até que a árvore tenha 20 anos. Tal como acontece com a maioria dos bordos, o bordo da Noruega é normalmente dióico (árvores masculinas e femininas separadas), ocasionalmente monóicas, e as árvores podem mudar de gênero de ano para ano . 
Os frutos do bordo da Noruega são samaras emparelhados com asas amplamente divergentes, :395distinguindo-os daqueles de sicômoro, Acer pseudoplatanus que estão a 90 graus um do outro . As sementes do bordo norueguês são achatadas, enquanto as do bordo açucareiro são globosas.  O bordo de açúcar geralmente tem uma cor de outono laranja mais brilhante, enquanto o bordo da Noruega é geralmente amarelo, embora algumas das cultivares de folhas vermelhas pareçam mais laranja .
As flores surgem na primavera antes das folhas e duram 2-3 semanas. A folhagem do bordo da Noruega ocorre aproximadamente quando as temperaturas do ar atingem 55 ° F (12 ° C) e há pelo menos 13 horas de luz do dia. A queda das folhas no outono é iniciada quando a duração do dia cai para aproximadamente 10 horas. Dependendo da latitude, a queda das folhas pode variar em até três semanas, começando na segunda semana de outubro na Escandinávia e na primeira semana de novembro no sul da Europa . Ao contrário de alguns outros bordos que esperam o solo aquecer, as sementes de A. platanoides requerem apenas três meses de exposição a temperaturas inferiores a 40 °F (4 °C) e brotará no início da primavera, mais ou menos na mesma época em que a folhagem começa . O bordo da Noruega não requer temperaturas congelantes para um crescimento adequado, no entanto, está adaptado a latitudes mais altas com longos dias de verão e não tem bom desempenho quando plantado ao sul do paralelo 37, o limite aproximado do sul de sua distribuição na Europa. Além disso, acredita-se que a maioria dos bordos noruegueses da América do Norte descende de estoque trazido da Alemanha, em aproximadamente 48N a 54N, não os ecótipos mais ao sul encontrados na Itália e nos Bálcãs que evoluíram para condições de iluminação semelhantes às dos Estados Unidos continentais . A colheita pesada de sementes e a alta taxa de germinação contribuem para sua invasão na América do Norte, onde forma densos povoamentos monotípicos que sufocam a vegetação nativa. A árvore também é capaz de crescer em condições de pouca iluminação dentro de um dossel da floresta, folhas saem mais cedo do que a maioria das espécies de bordo norte-americanas e sua estação de crescimento tende a durar mais, pois as condições de iluminação dos Estados Unidos (veja acima) resultam em dormência no outono. ocorrendo mais tarde do que na latitude mais alta da Europa. É uma das poucas espécies introduzidas que conseguem invadir e colonizar com sucesso uma floresta virgem. Em comparação, em sua área nativa, o bordo da Noruega raramente é uma espécie dominante e, em vez disso, ocorre principalmente como uma árvore dispersa no sub-bosque.

## Cultivares e usos

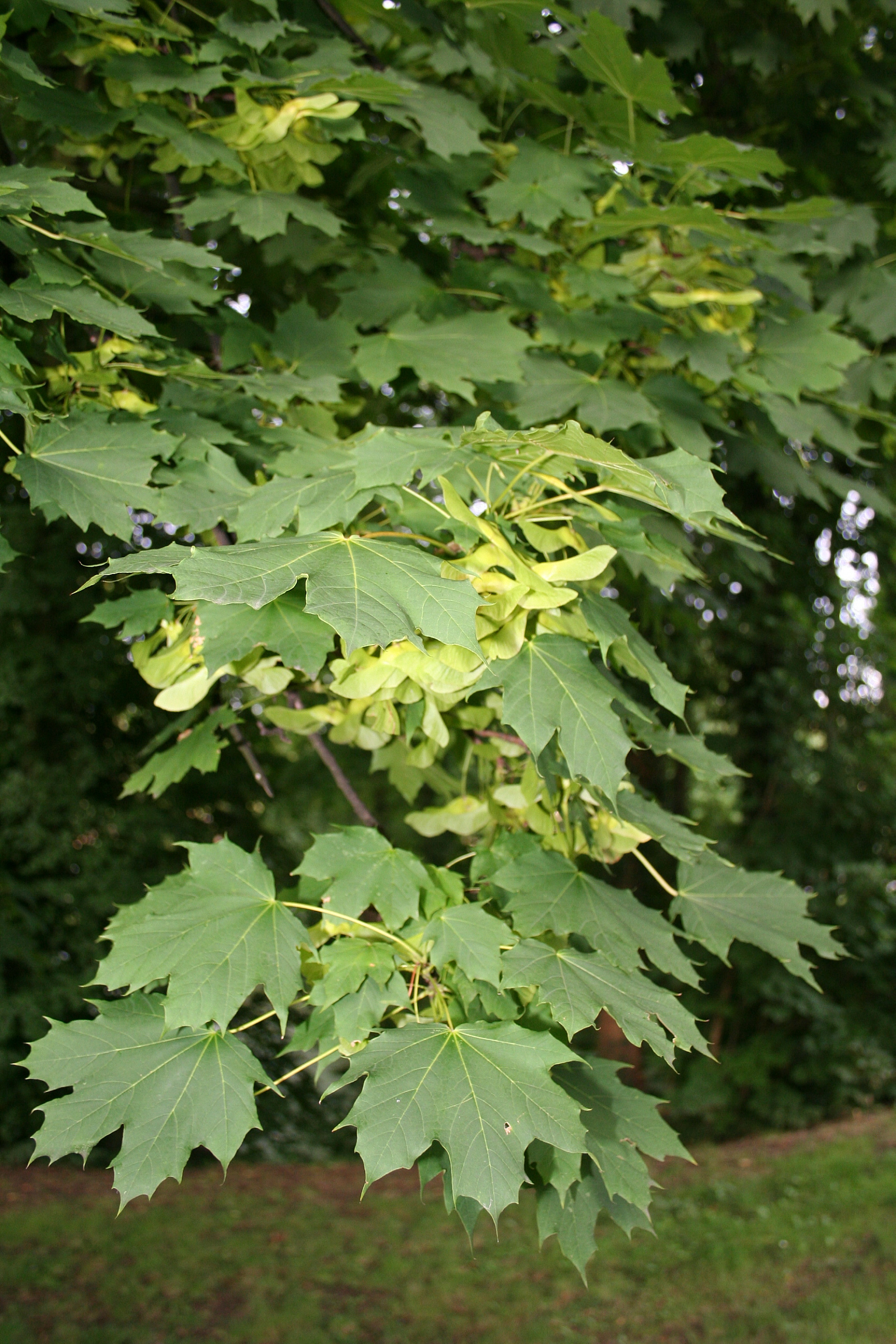
Folhagens e frutos; os frutos são uma característica importante para a identificação desta espécie

A madeira é dura, branco-amarelada a avermelhada pálida, com o cerne não distinto; é usado para móveis e torneamento de madeira . O bordo da Noruega fica ambiguamente entre o bordo duro e o macio com uma dureza Janka de 1,010 lbf (4,500 N) . A madeira é classificada como não durável a perecível em relação à resistência à deterioração . Na Europa, é usado para móveis, pisos e instrumentos musicais. Esta espécie cultivada na ex-Iugoslávia também é chamada de bordo da Bósnia e provavelmente é o bordo usado pelos famosos fabricantes italianos de violinos, Stradivari e Guarneri .
O bordo da Noruega foi amplamente cultivado em outras áreas, incluindo a Europa Ocidental a noroeste de sua área nativa . Ela cresce ao norte do Círculo Polar Ártico em Tromsø, Noruega . Na América do Norte, é plantada como uma árvore de rua e sombra até o norte de Anchorage, no Alasca . Em Ontário, é comum no cultivo ao norte de Sault Ste. Marie e Sudbury ; embora não seja considerado resistente de forma confiável para o norte, foi estabelecido em Kapuskasing e Iroquois Falls, e até mesmo em Moose Factory . É mais recomendado nas Zonas de Resistência 4 a 7 do USDA, mas crescerá em zonas mais quentes (pelo menos até a Zona 10), onde o calor do verão é moderado, como ao longo da costa do Pacífico ao sul até a bacia de Los Angeles . Durante as décadas de 1950 e 1960, tornou-se popular como árvore de rua devido à perda em grande escala de olmos americanos devido à doença holandesa do olmo . 
É favorecida pelo seu tronco alto e tolerância a solos pobres e compactados e à poluição urbana, condições em que o bordo-açúcar tem dificuldade . Tornou-se uma espécie popular para bonsai na Europa e é usada para tamanhos médios a grandes de bonsai e uma infinidade de estilos. Os bordos da Noruega não são normalmente cultivados para a produção de xarope de bordo devido ao menor teor de açúcar da seiva em comparação com o bordo de açúcar .

## Cultivares
Muitas cultivares foram selecionadas para formas ou colorações de folhas distintas, como o roxo escuro de 'Crimson King' e 'Schwedleri', as folhas variegadas de 'Drummondii', o verde claro de 'Emerald Queen' e as profundamente divididas e emplumadas folhas de 'Dissectum' e 'Lorbergii' . As cultivares de folhagem roxa têm cor de outono laranja a vermelha . 'Columnare' é selecionado por seu crescimento vertical estreito. As cultivares 'Crimson King' e 'Prigold' ( Princeton Gold )  ganharam o Prêmio de Mérito de Jardim da Royal Horticultural Society .

### Como uma espécie invasora na América do Norte
O bordo da Noruega foi introduzido no nordeste da América do Norte entre 1750 e 1760 como uma árvore de sombra ornamental. Foi trazido para o noroeste do Pacífico na década de 1870. Hoje, os bordos da Noruega tendem a ser mais comuns no noroeste do Pacífico, nos marítimos e no sul de Ontário. As raízes dos bordos da Noruega crescem muito perto da superfície do solo, privando outras plantas de umidade . Por exemplo, grama (e até mesmo ervas daninhas) geralmente não crescem bem sob um bordo da Noruega, mas a hera inglesa, com suas necessidades mínimas de enraizamento, pode prosperar. Além disso, o dossel denso dos bordos da Noruega pode inibir o crescimento do sub- bosque . Alguns sugeriram que os bordos da Noruega também podem liberar produtos químicos para desencorajar a vegetação rasteira, embora essa afirmação seja controversa. A. platanoides demonstrou inibir o crescimento de mudas nativas como uma árvore de dossel ou como uma muda. O bordo da Noruega também sofre menos herbivoria do que o bordo de açúcar, permitindo-lhe ganhar uma vantagem competitiva contra esta última espécie. Em decorrência dessas características, é considerado invasivo em alguns estados, e sua venda foi proibida em New Hampshire e Massachusetts . O estado de Nova York a classificou como uma espécie de planta invasora. Apesar dessas etapas, a espécie ainda está disponível e amplamente utilizada para plantios urbanos em diversas áreas .

A educação sobre a natureza invasiva da árvore está se expandindo graças a organizações como a National Audubon Society .

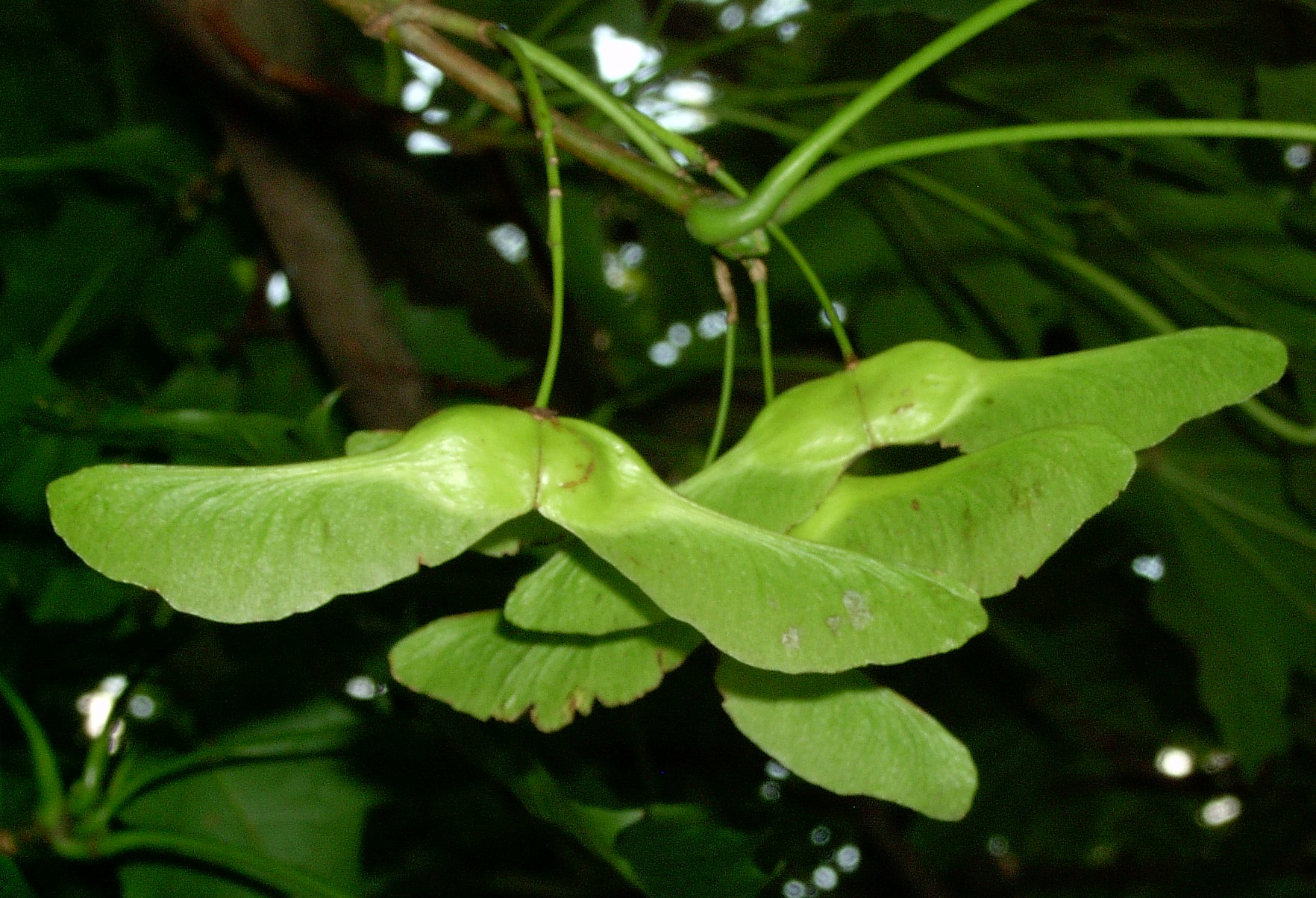
Fruto (sâmara): observe a cápsula da semente achatada e o ângulo das "asas"
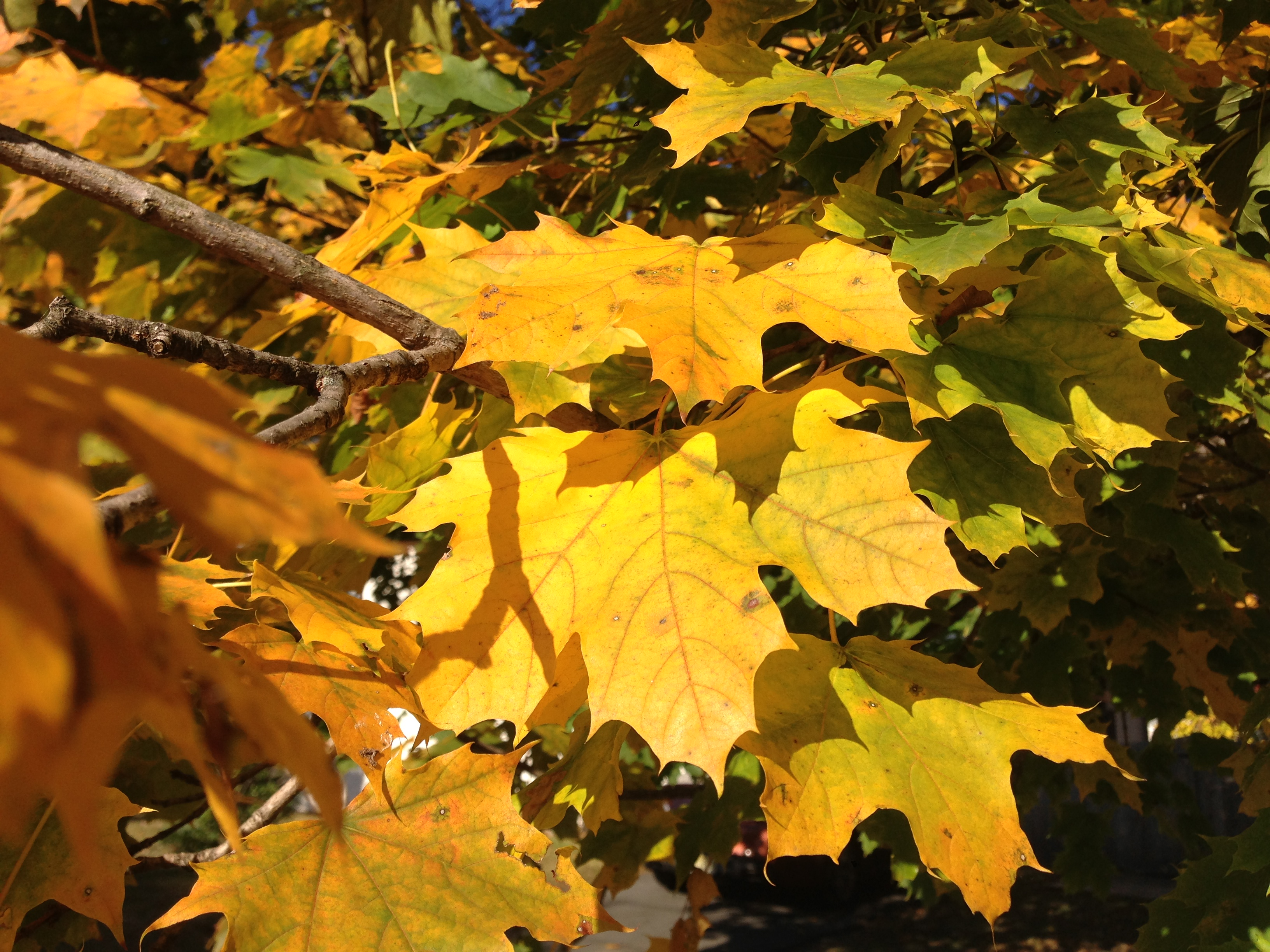
Folhagem de outono amarela típica
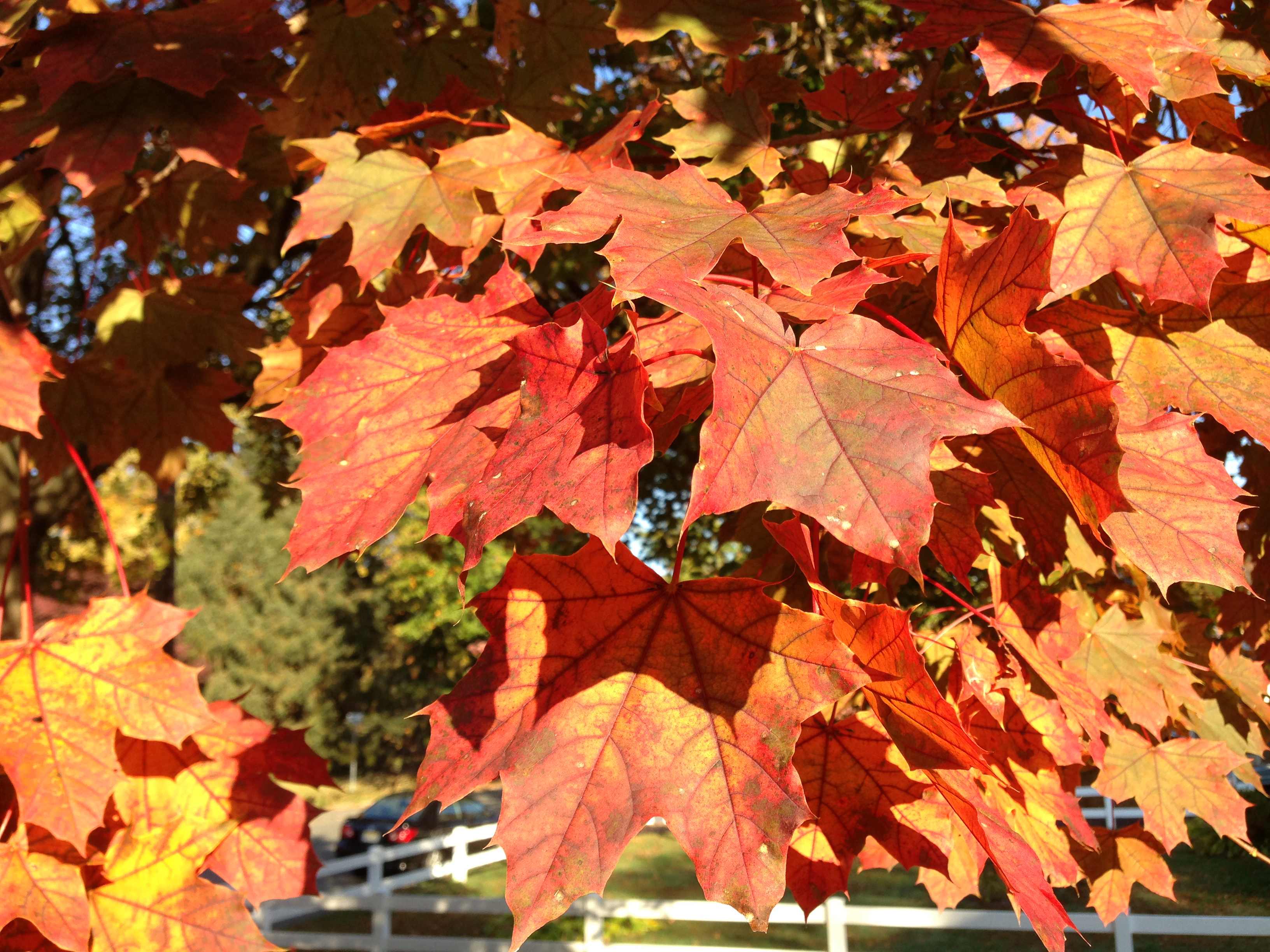
Cor de outono laranja-avermelhada atípica
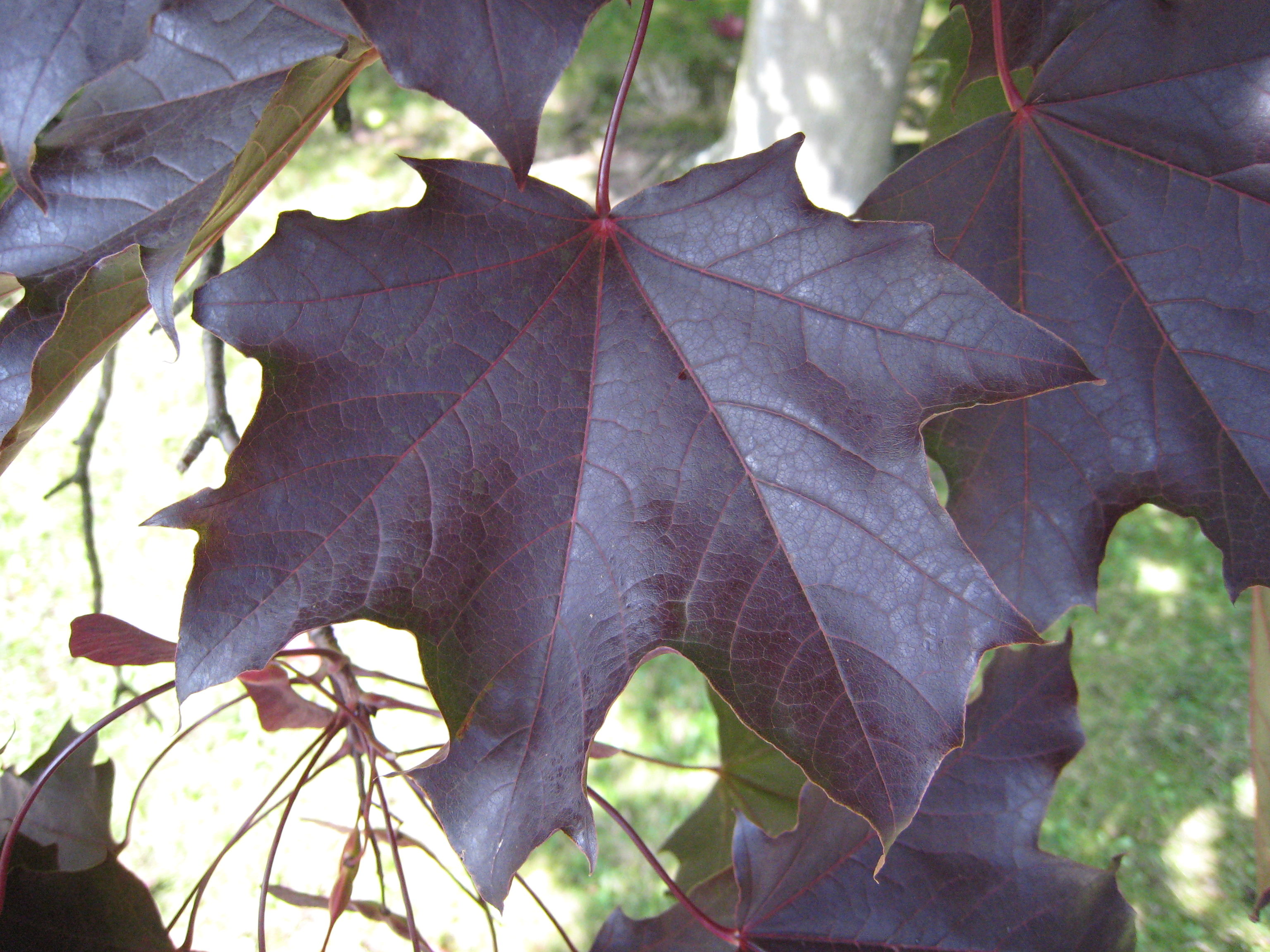
Folhas roxas da cultivar 'Schwedleri'
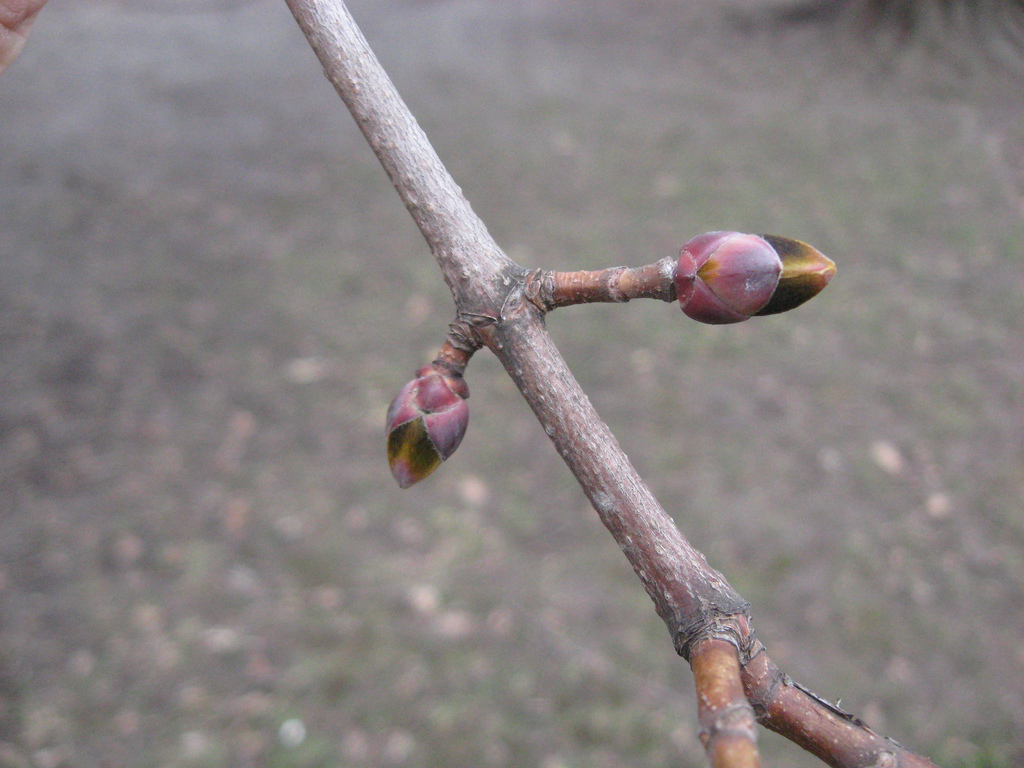
Galho e botões

## Inimigos naturais
As larvas de várias espécies de lepidópteros se alimentam da folhagem do bordo norueguês . Ectoedemia sericopeza, o mineiro da semente de bordo da Noruega, é uma mariposa da família Nepculidae . As larvas emergem dos ovos depositados na sâmara e abrem um túnel para as sementes. O bordo da Noruega geralmente está livre de doenças graves, embora possa ser atacado pelo oídio Uncinula bicornis e pela doença da verticillium murcha causada por Verticillium spp. As "manchas de alcatrão" causadas pela infecção por Rhytisma acerinum são comuns, mas em grande parte inofensivas. Aceria pseudoplatani é um ácaro ácaro que causa uma 'felt gall', encontrada na parte inferior das folhas de bordo de sicômoro ( Acer pseudoplatanus ) e bordos da Noruega.